# Bazylika kolegiacka Zwiastowania Najświętszej Maryi Panny w Pułtusku
Bazylika kolegiacka Zwiastowania NMP w Pułtusku została ufundowana przez biskupa płockiego Pawła Giżyckiego w 1449. Od tego czasu jest drugą w hierarchii świątynią w diecezji płockiej po katedrze płockiej.

## Historia i architektura
Początkowo świątynia była jednonawowa, obecnie trzynawowa. Największe zmiany w kościele zaszły w XVI wieku po 1546 r. za sprawą Jana Baptysty z Wenecji, który zbudował m.in. sklepienie zdobione polichromią, kaplicę grobową fundatora przebudowy biskupa Andrzeja Noskowskiego (obecnie kaplica Najświętszego Sakramentu). Odkryte w 1994 renesansowe polichromie na sklepieniu podniosły rangę bazyliki jako zabytku, a hasło sklepienie pułtuskie weszło do historii sztuki.
W bazylice znajduje się ołtarz główny pw. Zwiastowania NMP z XVII wieku, 14 ołtarzy bocznych i posoborowy stół eucharystyczny. W kaplicy Najświętszego Sakramentu znajduje się cenny obraz Opłakiwanie z 1559 na podstawie Piety Michała Anioła.
Do najstarszych zabytków złotnictwa znajdujących się w kolegiacie można zaliczyć: monstrancję wieżyczkową i relikwiarz Krzyża Świętego z ok. 1450, kielichy gotyckie, z których najstarszy datowany jest na 1470–1480.
Ponadto obejrzeć tam można renesansowy nagrobek biskupa Noskowskiego z 1561 zapewne projektu Jana Marii Padovano, oraz płyty nagrobne innych biskupów z XV i XVI wieku, m.in. fundatora kolegiaty Pawła Giżyckiego z 1463.
W 1975 papież Paweł VI nadał kolegiacie tytuł bazyliki mniejszej.
W 2018 r. bazylika pułtuska została wpisana na listę pomników historii w ramach akcji "100 Pomników Historii na stulecie odzyskania niepodległości".

## Galeria

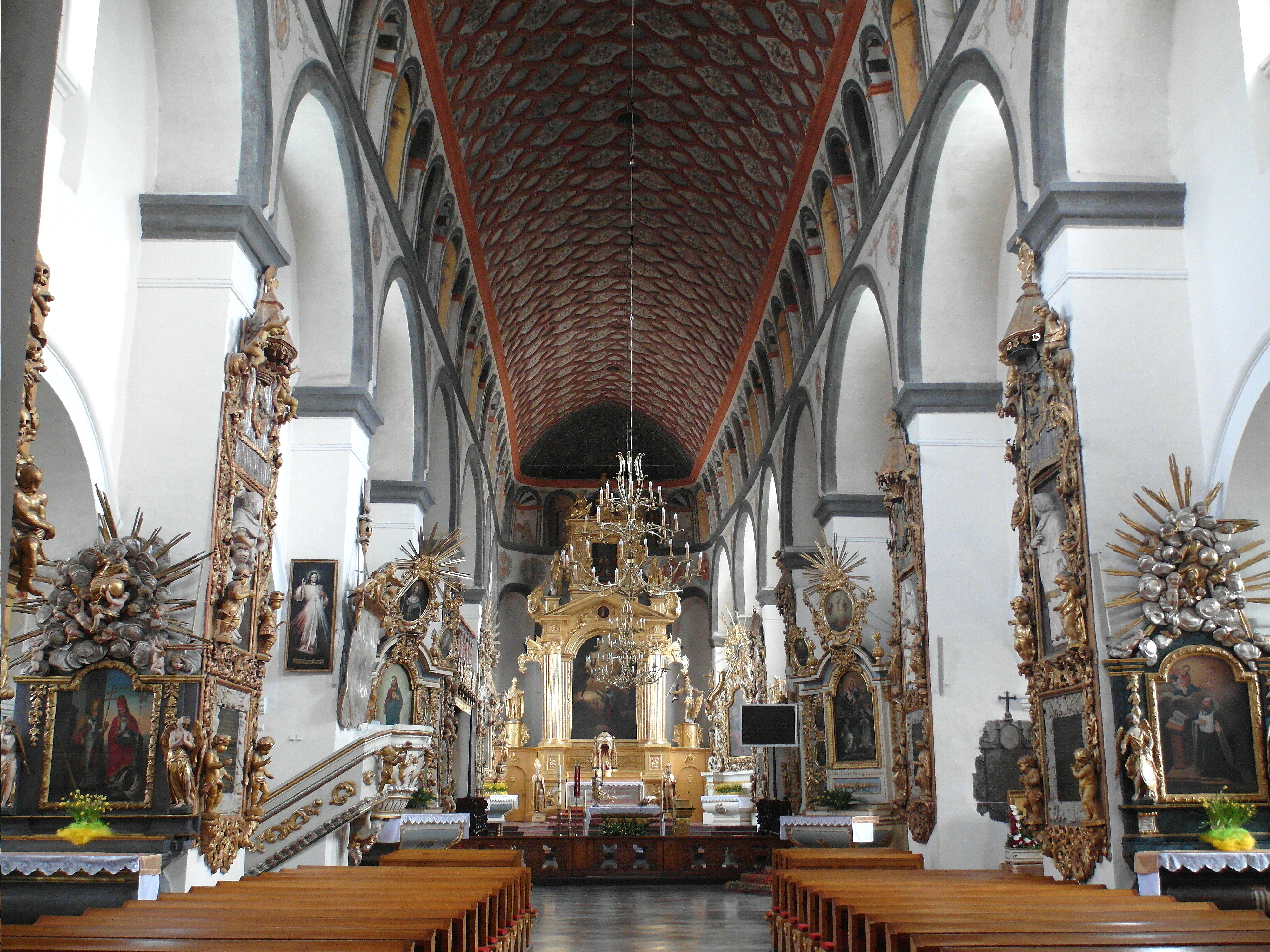
Nawa główna bazyliki
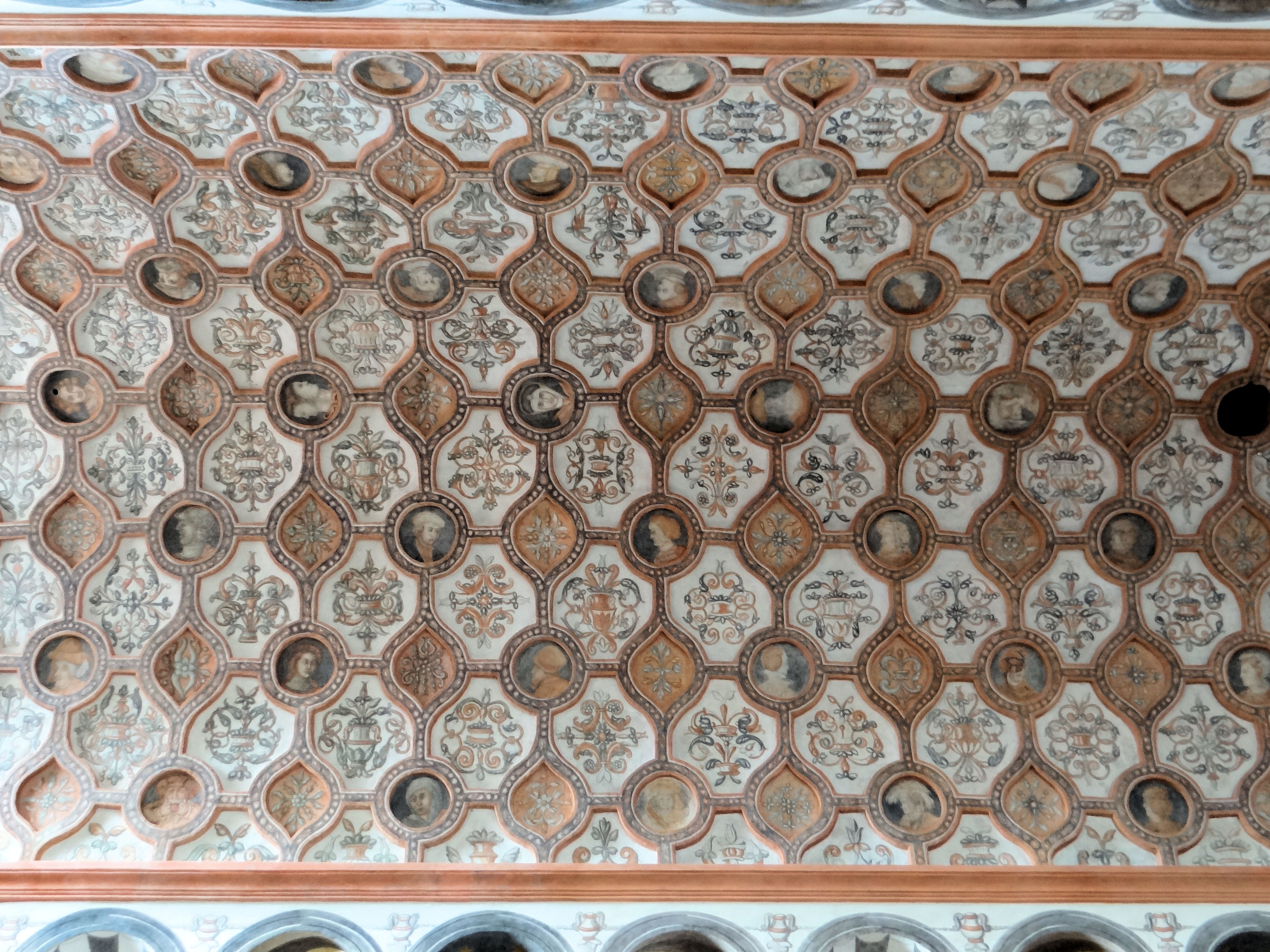
Sklepienie
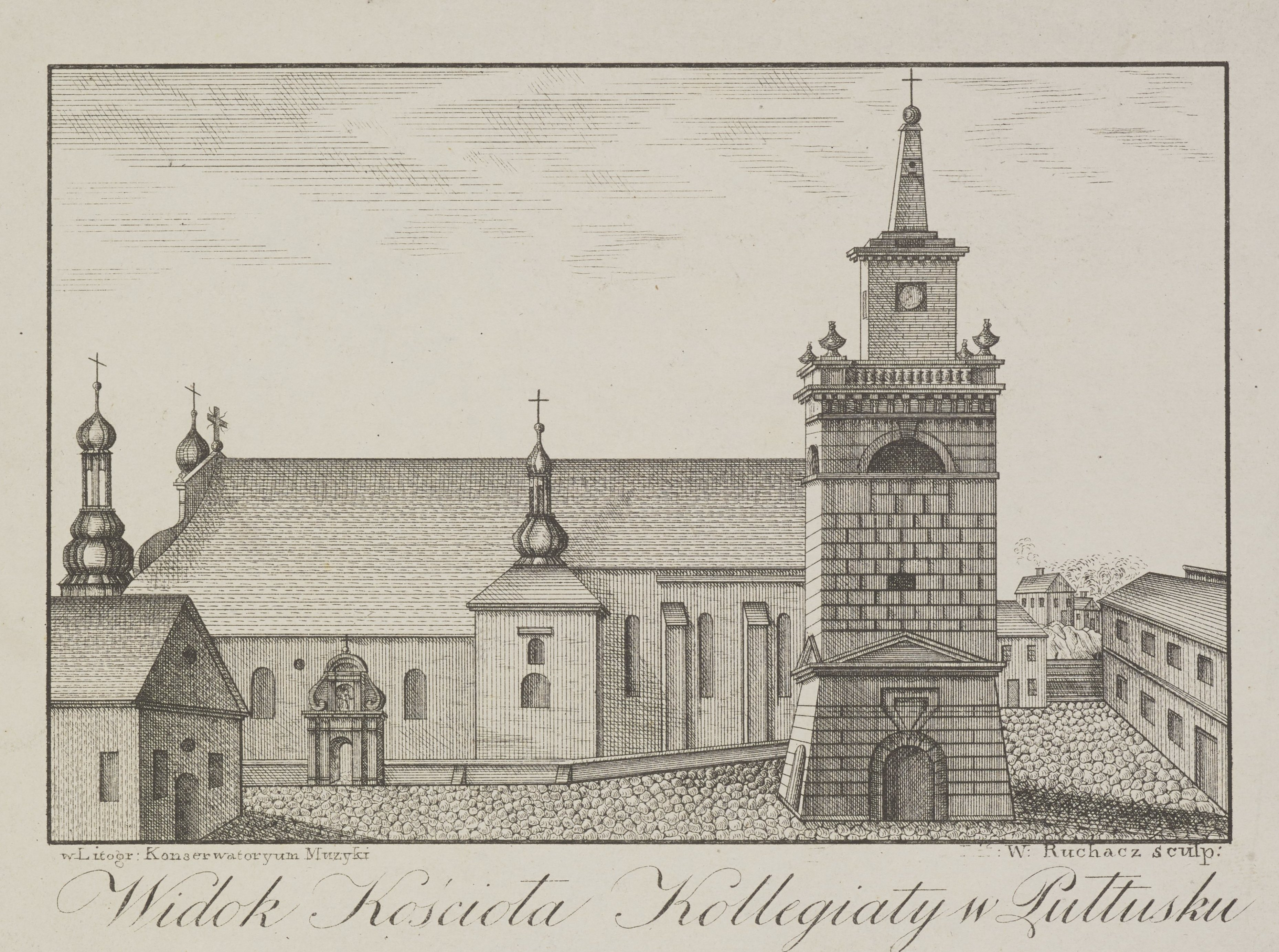
Kościół na litografii z ok. 1827–1830